# Ulrich Schulte (Politiker)
Ulrich Schulte (* 23. Februar 1967 in Plettenberg) ist ein deutscher Kommunalbeamter (parteilos) und seit 2015 hauptamtlicher Bürgermeister der Stadt Plettenberg im Märkischen Kreis.

## Leben
Schulte wuchs in Plettenberg auf und machte am dortigen Albert-Schweitzer-Gymnasium 1986 sein Abitur. Nach dem Wehrdienst in Iserlohn arbeitete er in einem Schmiedebetrieb.
Seit 1988 ist Ulrich Schulte bei der Stadtverwaltung seiner Heimatstadt beschäftigt. 1991 beendete er seine Ausbildung als Diplom-Verwaltungswirt. Von 1993 bis 1996 studierte er Betriebswirtschaftslehre für Verwaltungsangehörige an der Verwaltungs- und Wirtschaftsakademie in Bochum. Das Studium schloss er als Betriebswirt (VWA) ab. Zuletzt war er Kämmerer der Stadt Plettenberg.
Für die Kommunalwahl am 13. September 2015 nominierten ihn FDP, UWG und SPD als gemeinsamen Kandidaten. Schulte wurde mit 59,03 % der abgegebenen gültigen Stimmen zum Bürgermeister gewählt und ist seit dem 21. Oktober 2015 im Amt.
Schulte ist verheiratet und hat zwei erwachsene Kinder. Er wohnt in seinem Heimatort.